# Ramiro I
Ramiro I (ur. ok. 790, zm. 1 lutego 850) – król Asturii w latach 842-850.
W 835 roku zbuntował się przeciwko swojemu kuzynowi i ówczesnemu władcy, Alfonsowi II, który ostatecznie mianował go współwładcą. Po śmierci Alfonsa, wybuchł bunt pod przywództwem palatyna Nepocjana, który ogłosił się królem. Ramiro szybko pokonał samozwańca i objął samodzielne rządy. Do jego zasług należą: wzmocnienie władzy królewskiej, rozbudowa Oviedo i innych miast, wygrane bitwy z Arabami w 844 pod Clavijo oraz kolejne w 846 i w 848 roku oraz odparcie pierwszego najazdu Normanów na ziemie hiszpańskie.